# Nektarinka

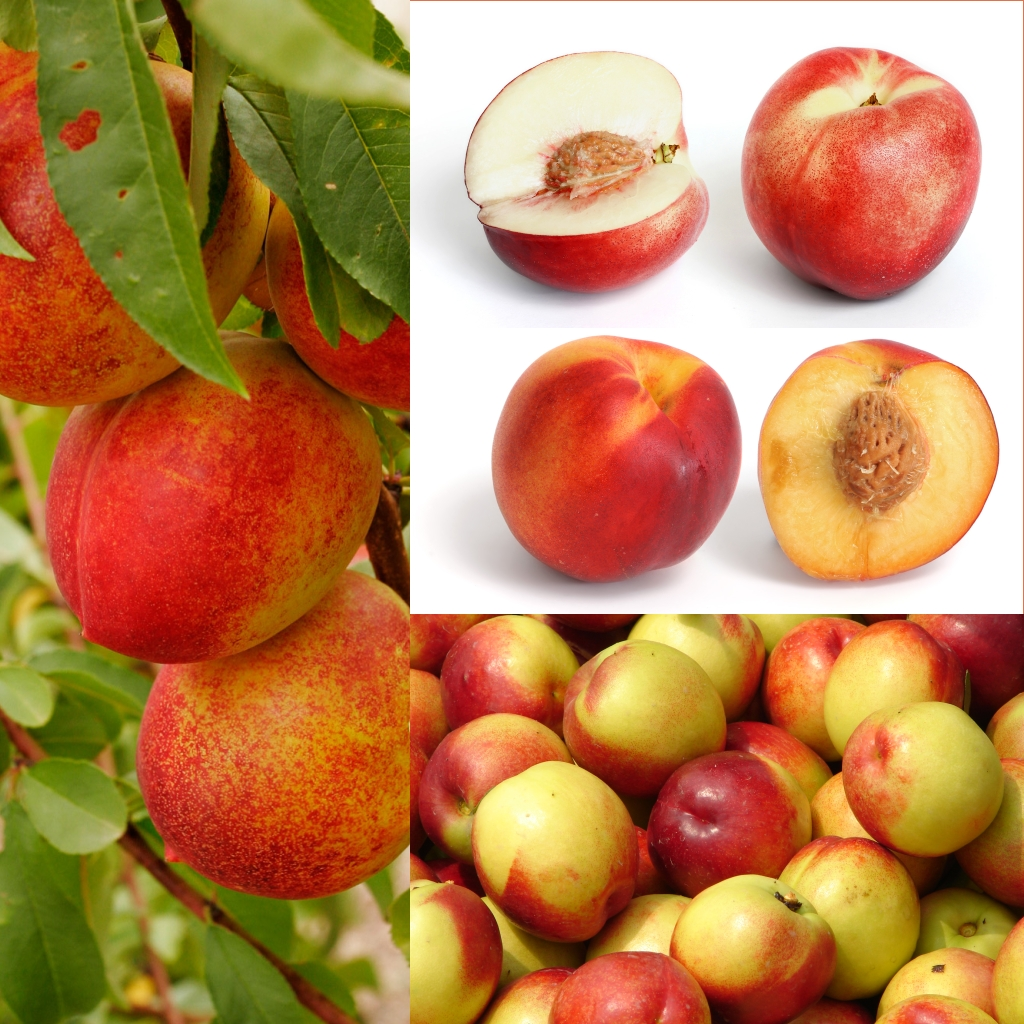
Nektarinky

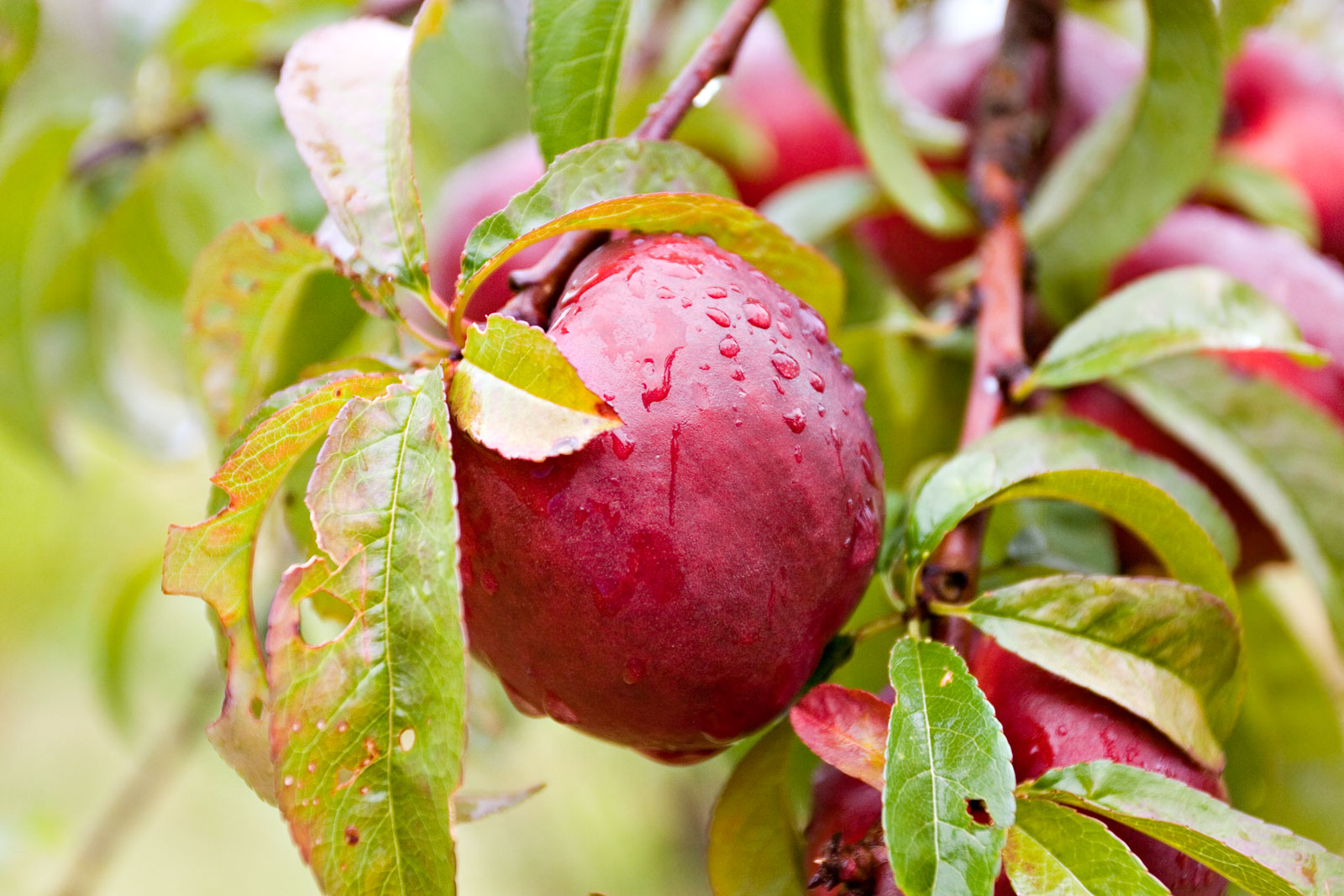
Nektarinky rostoucí na stromě

Nektarinka (Prunus persica var. nucipersica) je název pro peckovité ovoce a variantu broskve. Od broskví se liší tím, že její slupka je hladká a chybí na ní chloupky.
Ačkoliv jsou broskve a nektarinky komerčně uváděny jako různé ovoce, přičemž nektarinky bývají mylně pokládány za křížence švestek a broskví, ve skutečnosti patří ke stejnému druhu. Několik genetických studií dospělo k závěru, že nektarinky vznikají z broskvoní kvůli jejich alelické interakci.
Stejně jako u broskve může mít dužina nektarinky jak žlutou, tak i bílou barvu. V průměru jsou nektarinky o něco menší a sladší než broskve. Nepřítomnost chloupků způsobuje, že zralá nektarinka je výrazněji červená, ale zároveň lépe poničitelná.
Historie nektarinky je nejasná; první zaznamenaná zmínka o nektarinkách v angličtině je z roku 1616, ale pravděpodobně byly pěstovány mnohem dříve v oblasti původního areálu broskve ve střední a východní Asii. Ačkoli jeden zdroj uvádí, že nektarinky byly do Spojených států zavezeny Davidem Fairchildem z ministerstva zemědělství v roce 1906, řada novinových článků z koloniální éry zmiňuje pěstování nektarinek ve Spojených státech před revoluční válkou. Například vydání časopisu New York Gazette z 28. března 1768 zmiňuje farmu v New Yorku, kde byly pěstovány nektarinky.

## Odrůdy
Mezi některé odrůdy nektarinek patří:
- Alice
- Andosa
- Big Bang
- Big Top
- Caldesi
- Crimson Gold
- Duo Flatarina
- Fantasia
- Firebrite
- Flatarina
- Flavortop
- Harblaze
- Harco
- Mini Nektina
- Mini Rubis
- Morsiani
- Nectared 4
- Orion
- Platimoon Platty
- Red Gold
- Redhaven
- Roztylská
- Saturn
- Stark Red Gold
- Tena
- Tomana
- Venus